# Paul Martin (director)
Paul Martin (Koloszvár, Transsilvània, 8 de febrer de 1899 – Berlín, 26 de gener de 1967) va ser un director i guionista hongarès que va treballar durant molts anys en la indústria cinematogràfica alemanya. Va dirigir 60 pel·lícules entre 1932 i 1967. Va estar involucrat romànticament amb l'estrella de cinema Lilian Harvey i la va dirigir en diverses pel·lícules fins que la va deixar el 1938 per l'actriu Frauke Lauterbach. Van fer una última pel·lícula Frau am Steuer durant la filmació de la qual la seva relació es va mantenir freda.

## Filmografia
- Der Sieger, amb Hans Hinrich (1932)
- Le Vainqueur, amb Hans Hinrich (1932)
- Ein blonder Traum (1932)
- Happy Ever After, amb Robert Stevenson (1932)
- Un rêve blond
- Moi et l'impératrice, amb Friedrich Hollaender (1933)
- Orient Express (1934)
- Schwarze Rosen (1935)
- Roses noires, amb Jean Boyer (1935)
- Glückskinder (1936)
- Les Gais Lurons (1936)
- Black Roses (1936)
- Sieben Ohrfeigen (1937)
- Fanny Elssler (1937)
- Fortsetzung folgt
- Preußische Liebesgeschichte (1938)
- Frau am Steuer (1939)
- Das Lied der Wüste (1939)
- Jenny und der Herr im Frack (1941)
- Maske in Blau (1943)
- Intimitäten (1944)
- Praterbuben (1948)
- Die Frauen des Herrn S. (1951)
- Mein Herz darfst du nicht fragen (1952)
- Die Privatsekretärin (1953)
- Die große Starparade (1954)
- Das Bad auf der Tenne (1956)
- Du bist Musik (1959)
- Marina (1960)
- Petersburger Nächte (1960)
- PIch zähle täglich meine Sorgen (1963)
- Diamond Walkers (1965)
- Graf Bobby, der Schrecken des Wilden Westens (1966)